# Изворово (Старозагорская область)
Изворово (болг. Изворово) — село в Болгарии. Находится в Старозагорской области, входит в общину Чирпан. Население составляет 103 человека.

## Политическая ситуация
Кмет (мэр) общины Чирпан — Васил Георгиев Донев (коалиция: Политическое движение социал-демократов (ПДСД) и Объединённый блок труда (ОБТ)) по результатам выборов в правление общины.